# Kopalnia Segiet
Kopalnia Segiet  (Seget , niem. Segeth   ) – kopalnia rudy cynku  działająca od co najmniej od lat 30. XIX wieku do 28 maja 1927, położona w Lesie Segieckim na zboczu Srebrnej Góry, na południowy wschód od Nowych Rept  w pobliżu dawnej Kolonii Segiet  (niem. Kolonie Segeth ). Współcześnie jest to teren położony częściowo na terenie Bytomia (dzielnica Sucha Góra) i Tarnowskich Gór (dzielnice Bobrowniki Śląskie-Piekary Rudne i Repty Śląskie).

## Historia

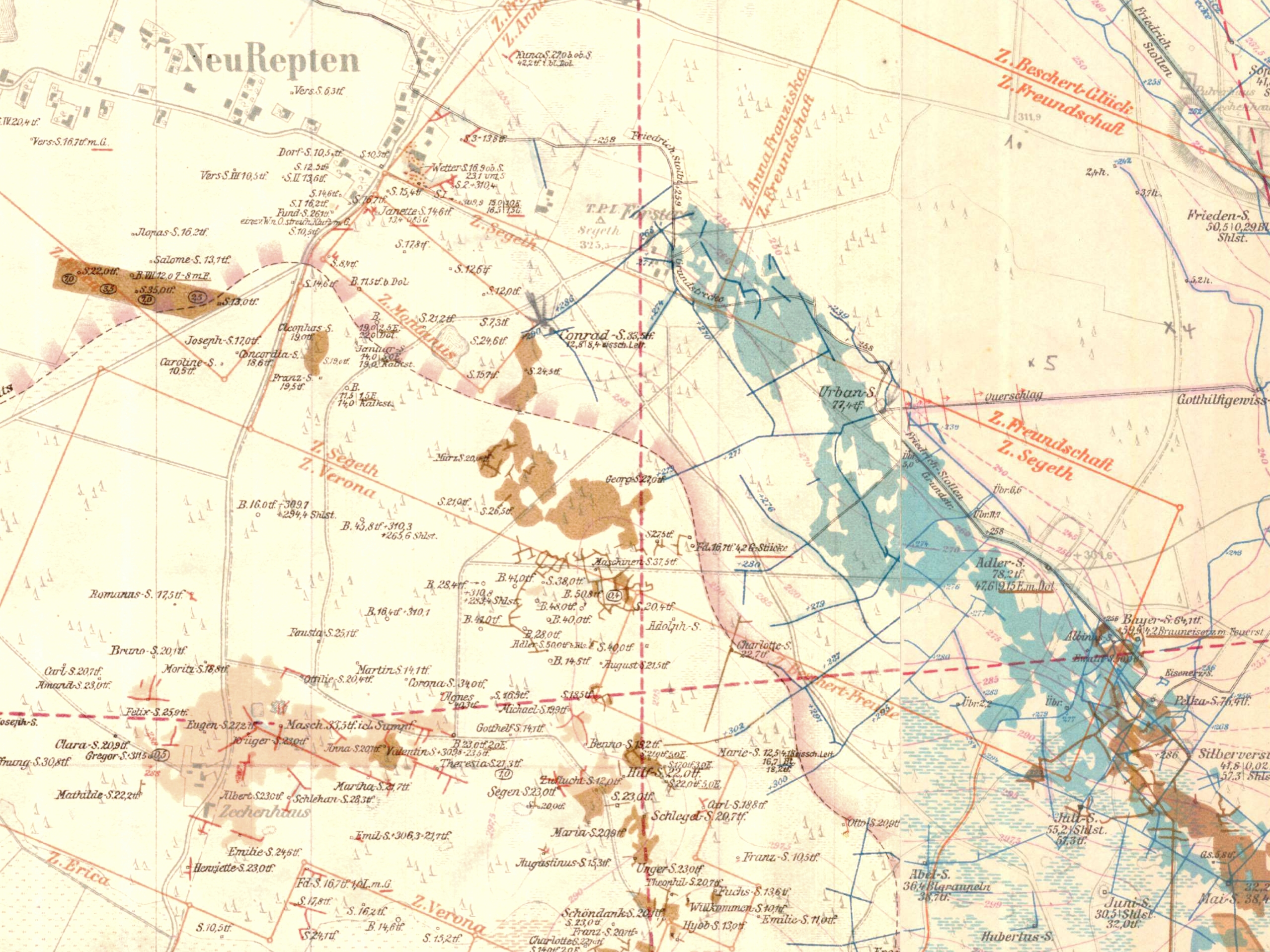
Granice pola kopalni Segiet; złączone fragmenty dwóch niemieckich map geologicznych z 1911 roku

Na Srebrnej Górze wydobycie rud srebra i ołowiu było prowadzone już od czasów średniowiecza. Najstarsza wzmianka pochodzi z 1247. W XVI wieku był to najbardziej wydajny region działalności górniczej w rejonie Tarnowskich Gór. Po wyrobiskach zachowały się liczne pozostałości takie jak leje, hałdy, czy zapadliska.
Do budowy urządzeń kopalnianych używano drewna z buczyny porastającej Srebrną Górę, co spowodowało jej przetrzebienie. Obecny drzewostan liczy około 150 lat, zaś najstarsze buki wg badań dendrochronologicznych – około 350 lat, co potwierdzałoby miejscową legendę o zasadzeniu ich podczas potopu szwedzkiego.
Nadanie pola górniczego o powierzchni 24602 m² miało miejsce przed 1841 . Jedna z pierwszych wzmianek o będącej własnością hrabiów Henckel von Donnersmarck kopalni Segiet pochodzi z 1830 roku. Według innego źródła, nadanie pola górniczego miało miejsce 13 listopada 1844 roku . Pozyskiwanym surowcem był biały galman – hemimorfit mioceński  , natrafiono także na galman czerwony. W polu zachodnim na głębokości od 10 do 30 metrów występowała ruda żelaza, natomiast w polu wschodnim – dolomit zawierający galenę, który był eksploatowany przez kopalnię Fryderyk (zob. Zabytkowa Kopalnia Srebra) . 

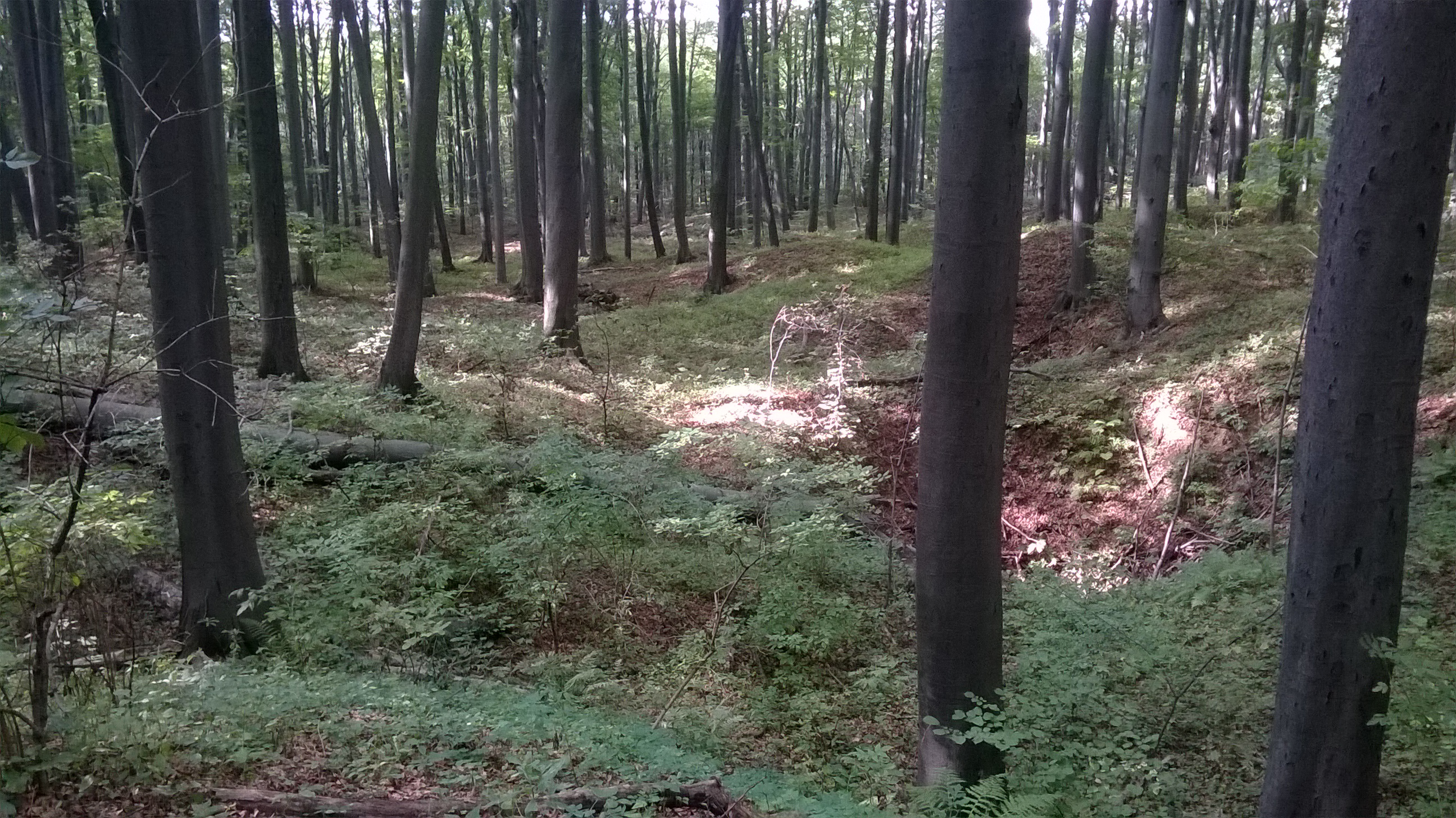
Pogórniczy krajobraz terenu

W latach 1923–1927 kopalnia należała do firmy The Henckel von Donnersmarck-Beuthen Estates Limited  , której prezesem był w tym czasie Edgar Henckel-Gaschin von Donnersmarck  . Wcześniej była własnością hrabiego Lazy’ego Arthura Edgara Henckel von Donnersmarcka. W 1923 kopalnia zatrudniała 50 osób, a wydobycie wynosiło 650 ton rudy cynkowej rocznie . Natomiast w samym grudniu 1926 wydobycie wyniosło 654 tony rudy , przy 133 pracownikach  ; około 1928 roku pole górnicze wynosiło 707 065 m² . Kopalnia prowadziła wydobycie jednym szybem o głębokości 33 m , eksploatowała bocznicę konnej kolei wąskotorowej (tzw. rosbanki) odgałęziającą się od szlaku Bytom Karb Wąskotorowy – Miasteczko Śląskie Huta Górnośląskich Kolei Wąskotorowych. W wyniku spadku cen cynku na giełdzie londyńskiej, wstrzymano wydobycie w grudniu 1924 roku . Zakład został unieruchomiony 28 maja 1927 wskutek wyczerpania złóż rudy cynkowej.
Poza rudą cynku prowadzono także wydobycie rud żelaza na terenie Segietu , które trwało (z przerwami) od lat 60. XIX wieku do 1951 roku.
W 1953 obszar leśny został objęty ochroną poprzez utworzenie na jego terenie rezerwatu przyrody o nazwie „Segiet”.